# 5778 Jurafrance
5778 Jurafrance este o planetă minoră (asteroid), cu un diametru de 10,206 km, din centura de asteroizi. A fost descoperită pe 28 decembrie 1989 la Observatorul din Haute-Provence de Eric Walter Elst și a fost numită după Munții Jura. 
Obiectul prezintă o orbită caracterizată de o semiaxă mare de 2,5861082 UAi, o excentricitate de 0,13, o înclinație de 14,01294 ° în raport cu ecliptica.